# Huilong (Hebei)
Huilong (chiń. 回隆; pinyin: Huílóng) – gmina miejska w powiecie Wei, będącym częścią prefektury miejskiej Handan w prowincji Hebei, w Chińskiej Republice Ludowej. Od południa graniczy z prowincją Henan. W 2013 roku w skład gminy wchodziło 29 wsi. Znajduje się w odległości ok. 30 km od siedziby powiatu, 196 km od stolicy prowincji Hebei, Shijiazhuang, ok. 190 km od Zhengzhou oraz ok. 550 km od Pekinu. Kod administracyjny: 130434. Znajduje się tu jedna z sześciu głównych fabryk cukierków w Chinach.

## Historia
Gmina została utworzona w 1961 roku. Od 1984 roku funkcjonuje jako gmina miejska.

## Religia
Głównymi wierzeniami mieszkańców gminy są chrześcijaństwo i buddyzm.

## Wsie
Beijie (北街), Xijie (西街), Nanjiedong (南街东), Nanjiexi (南街西), Nanying (南营), Nanlizhuang (南栗庄), Xiaorenzhuang (小任庄), Bucun (步村), Xizhangzhuang (西张庄), Liuzhuangying (刘庄营), Fengzhuang (冯庄), Cuixiaowang (崔小汪), Lidawang (李大汪), Changdawang (常大汪), Qianpenggu (前朋固), Houpenggu (后朋固), Dongzhaocun (东赵村), Houzhaocun (后赵村), Xizhaocun (西赵村), Liushang (六上), Houzhangzhuang (后张庄), Dongkong Da Wan (东孔大汪), Xikong Da Wan (西孔大汪), Dong Han Xiao Wang (东韩小汪), Nanhanxiao Wang (南韩小汪), Xihanxiao Wang (西韩小汪), Beihanxiao Wang (北韩小汪), Dongliang Xiao Wang (东梁小汪), Xiliang Xiao Wang (西梁小汪).